# 硫黄岳 (八ヶ岳)
硫黄岳（いおうだけ）は、長野県の茅野市と南佐久郡南牧村にまたがる標高2,760 mの山。八ヶ岳連峰にあり、八ヶ岳中信高原国定公園に属する。

## 概要

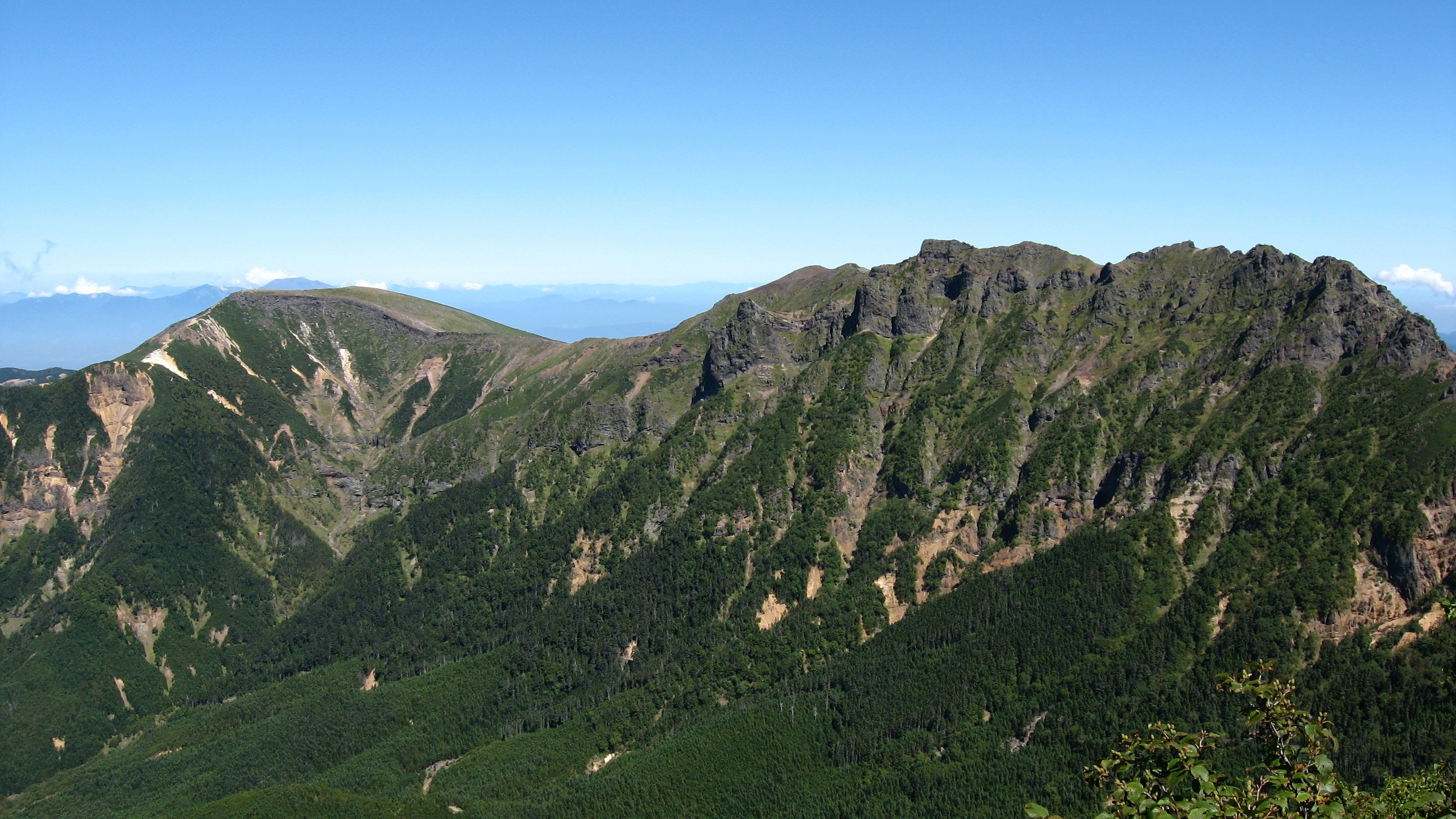
阿弥陀岳より望む硫黄岳（左）と横岳（右）

山頂付近はなだらかだが、南北両側は、断崖絶壁となって鋭く切れ落ちている。山頂北側の崖部を爆裂火口と呼んでいるガイドブック等があるが、爆裂火口である証拠はなく、山体崩壊によって形成された地形と考えられている
硫黄岳のみを目指して登山する者もいるが、アプローチが長い。多くの登山者は、硫黄岳とともに赤岳・横岳など南八ヶ岳の山々を巡る縦走をセットにして登っている。
登山道から数百 m外れた場所に国土地理院が設置した三角点があるほか、「御料局三角点」というものが、アメダスロボット雨量計跡付近にある。

## 登山道
美濃戸から赤岳鉱泉を経て山頂付近に至る登山道、桜平・夏沢鉱泉から赤岩の頭を経て山頂に至るルート、および赤岳方面から山頂付近を経て天狗岳方面に至る稜線上の縦走路がある。なお、一般登山道は厳密には山頂（最高地点）も三角点設置場所も通過しない。赤岳鉱泉方面から登ってくる場合、赤岩の頭 (2,656 m) の直下、2,600 m付近に森林限界があり、それ以下は亜高山帯針葉樹林、それ以上がハイマツと高山植物の草原となる。

### 熟練・上級者向け・バリエーションルート
- ジョウゴ沢
- ジョウゴ沢右俣

## 山小屋
山小屋は、山頂付近から南に約20分の地点に「硫黄岳山荘」があり、また北に約1時間の夏沢峠にも「ヒュッテ夏沢」と「山びこ荘」、「オーレン小屋」がある。「硫黄岳山荘」の付近は高山植物の豊富な一帯となっている。

## ギャラリー

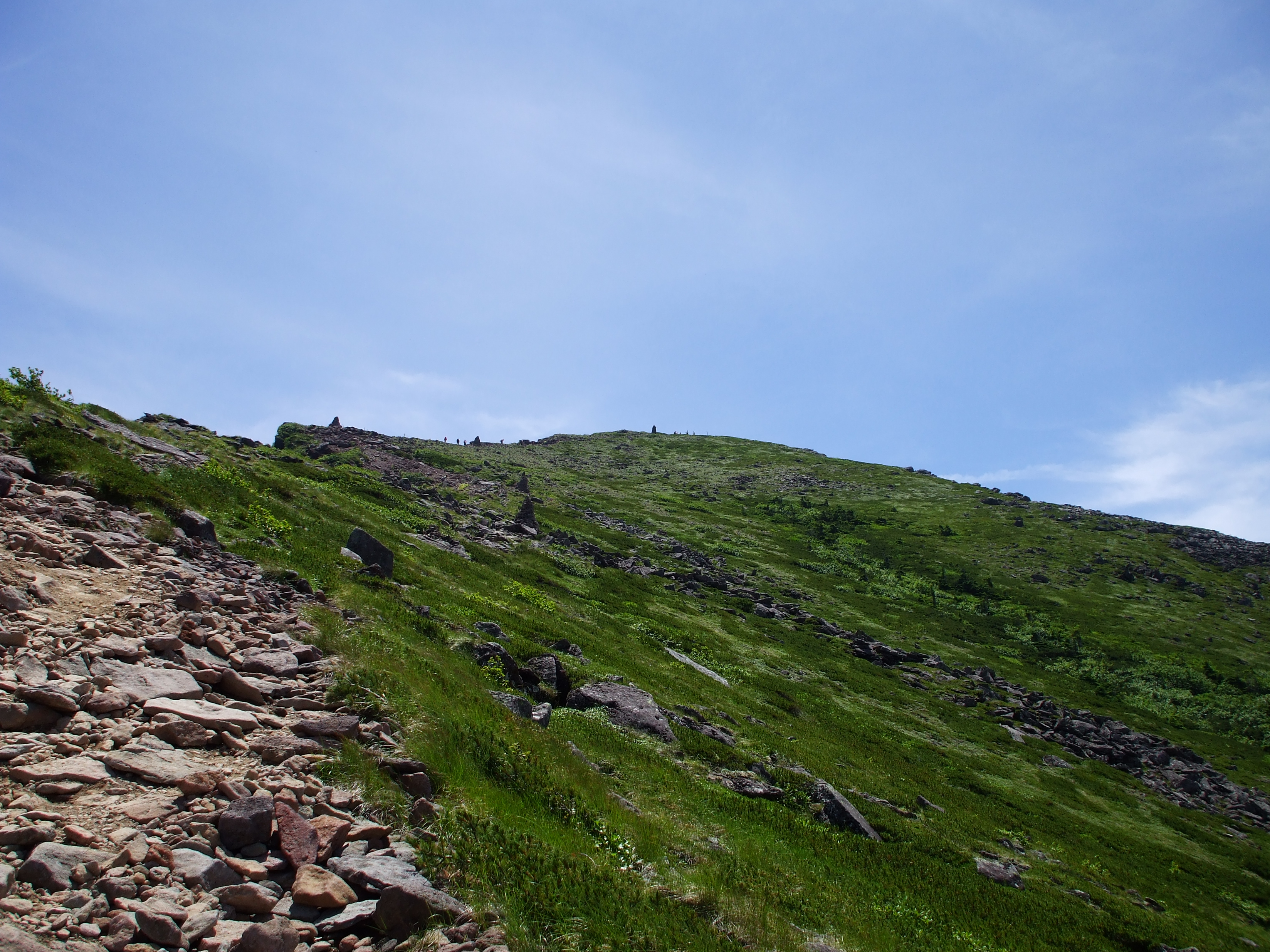
夏沢峠方面から望む硫黄岳（2008年8月）
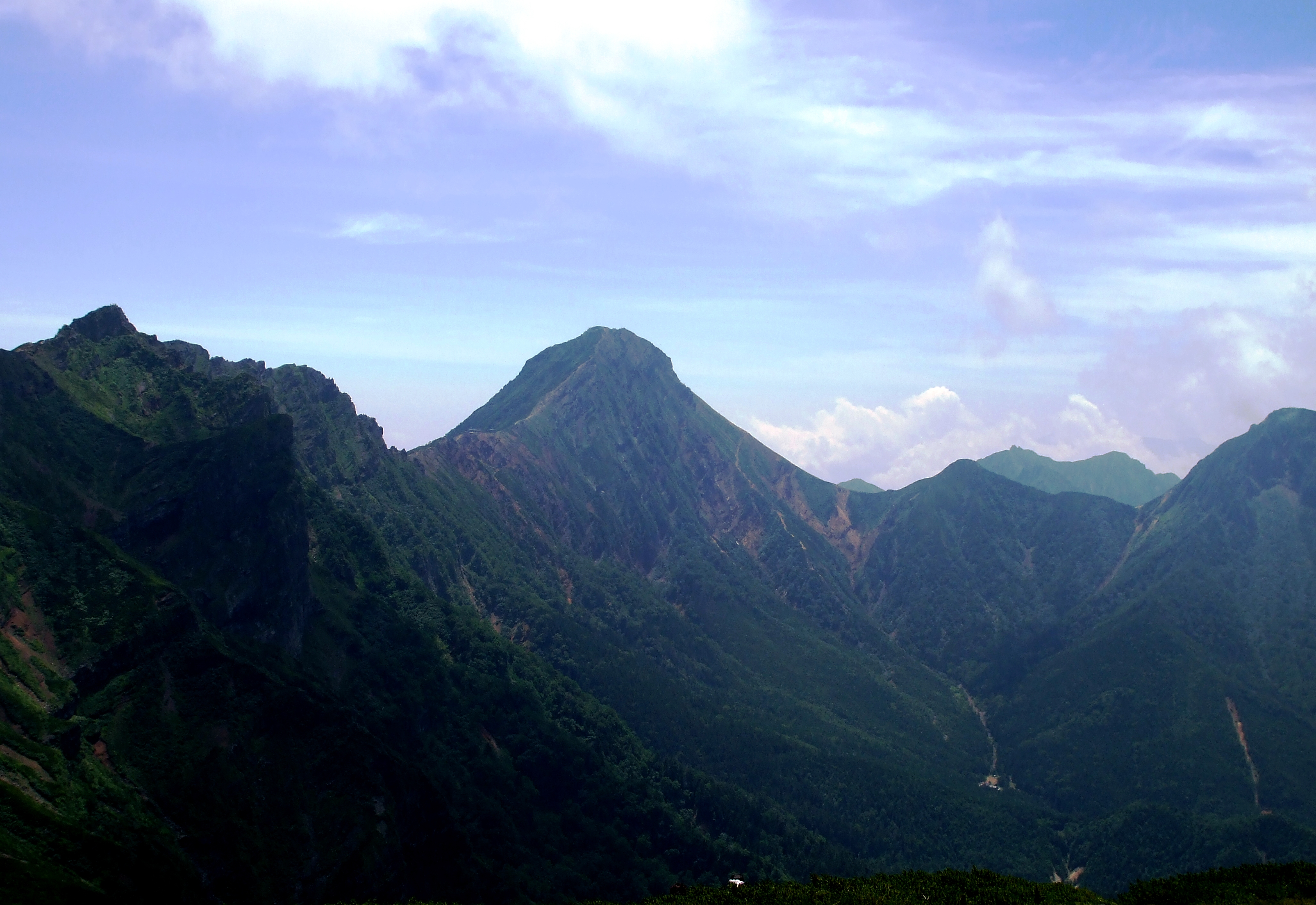
硫黄岳から望む横岳・赤岳・阿弥陀岳（2008年8月）
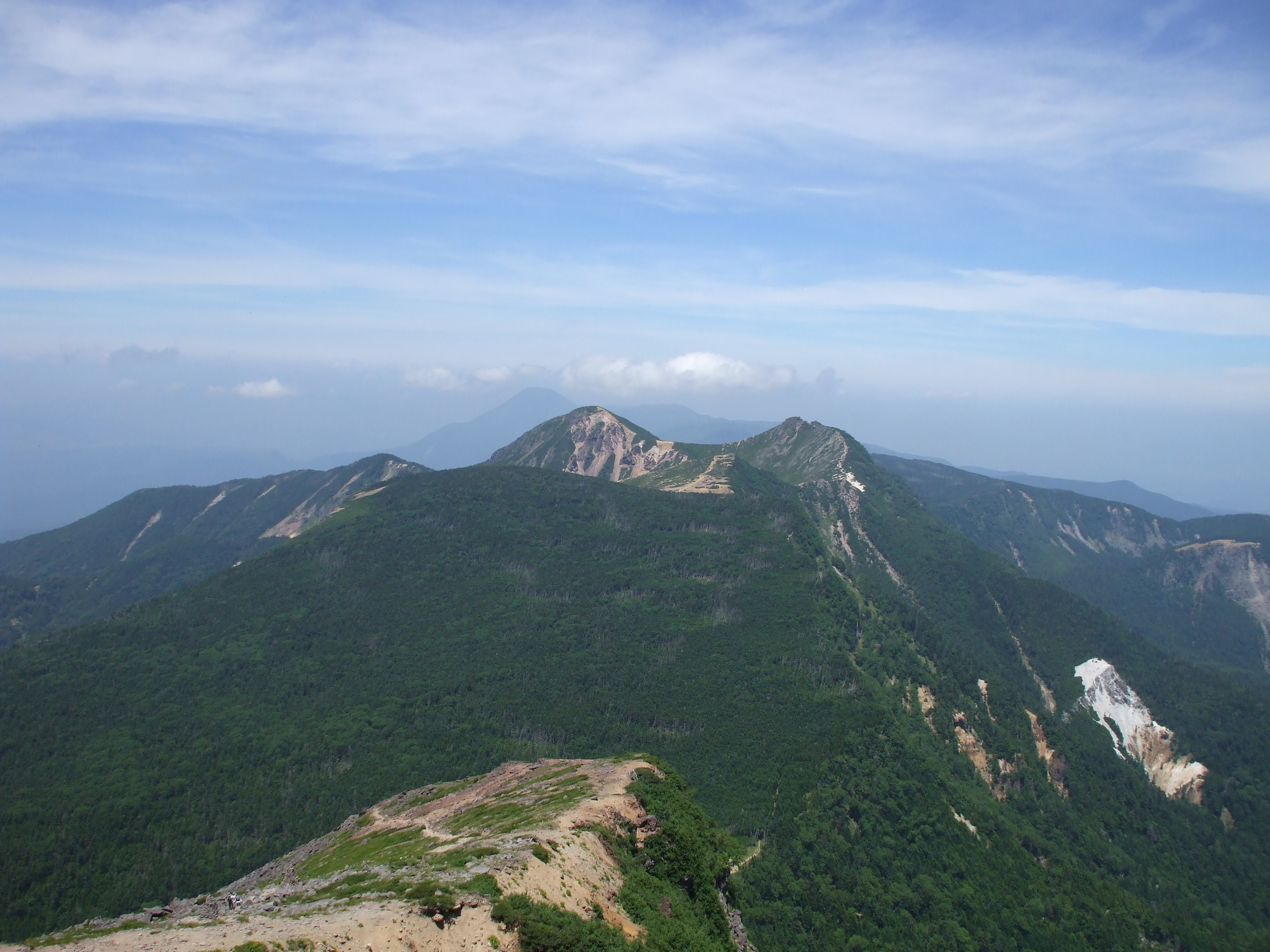
硫黄岳から望む天狗岳・蓼科山（2008年8月）
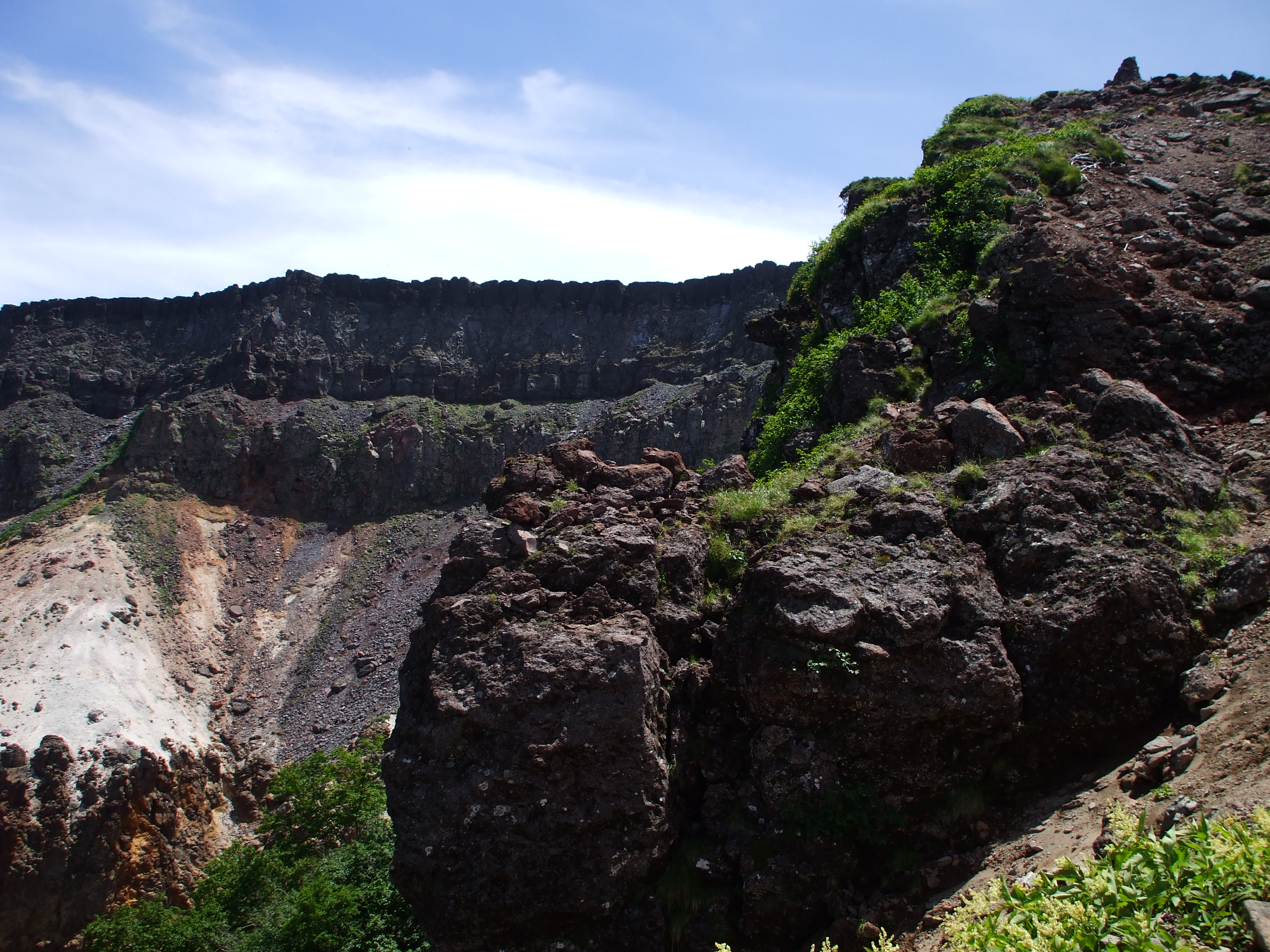
硫黄岳の山体崩壊地形（2008年8月）
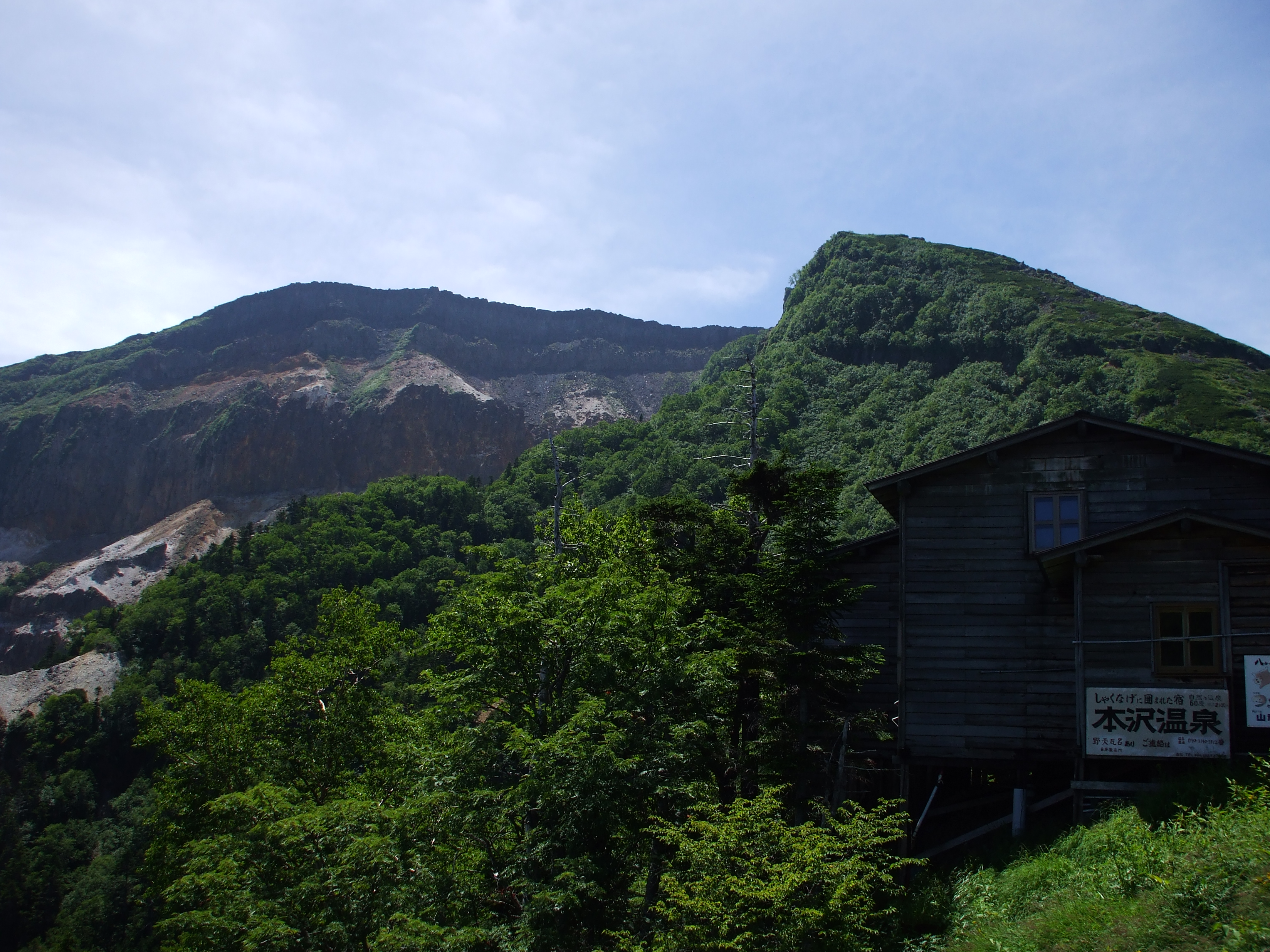
夏沢峠から望む硫黄岳山体崩壊地形（2008年8月）
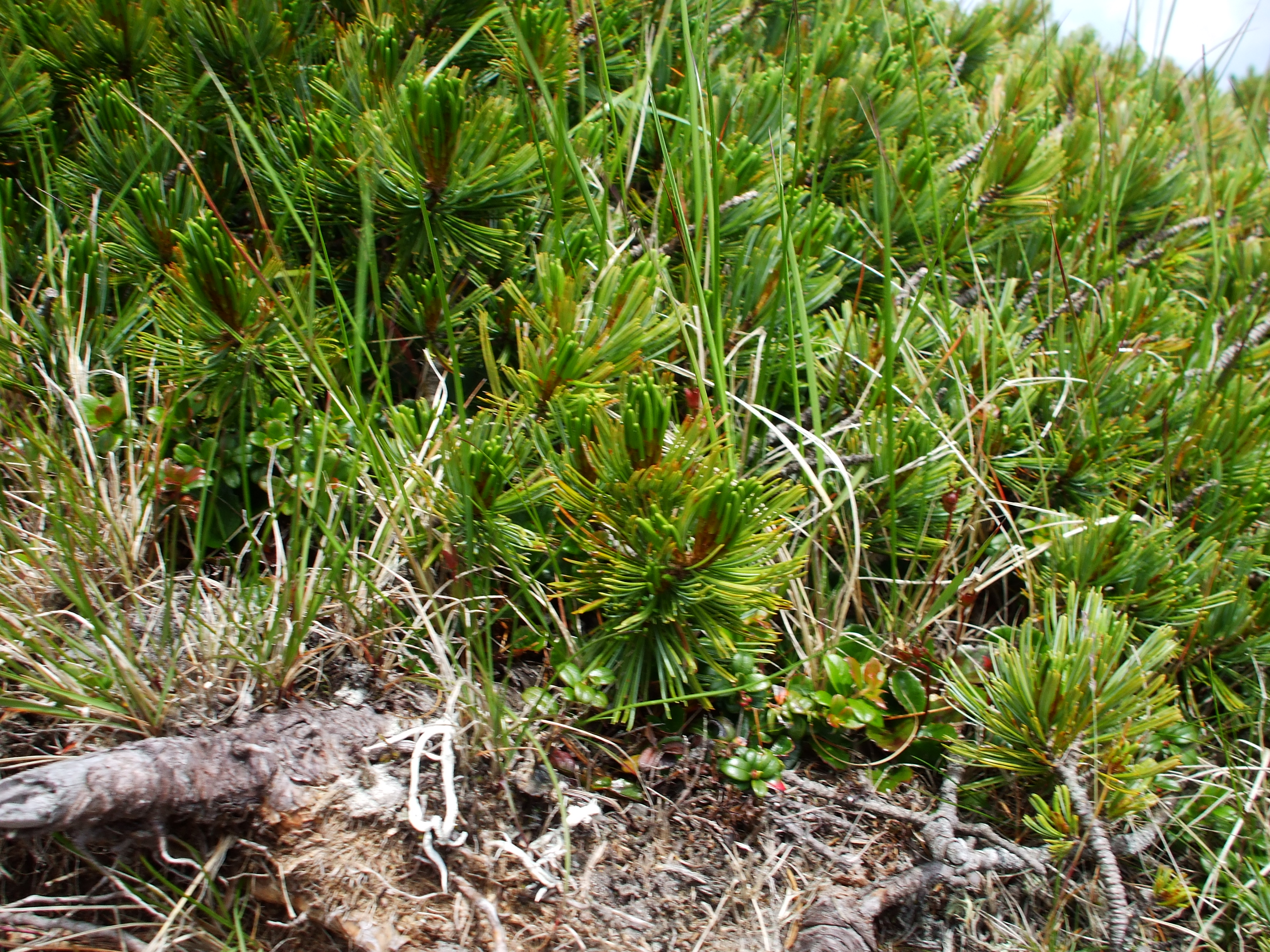
硫黄岳のハイマツ（2008年8月）
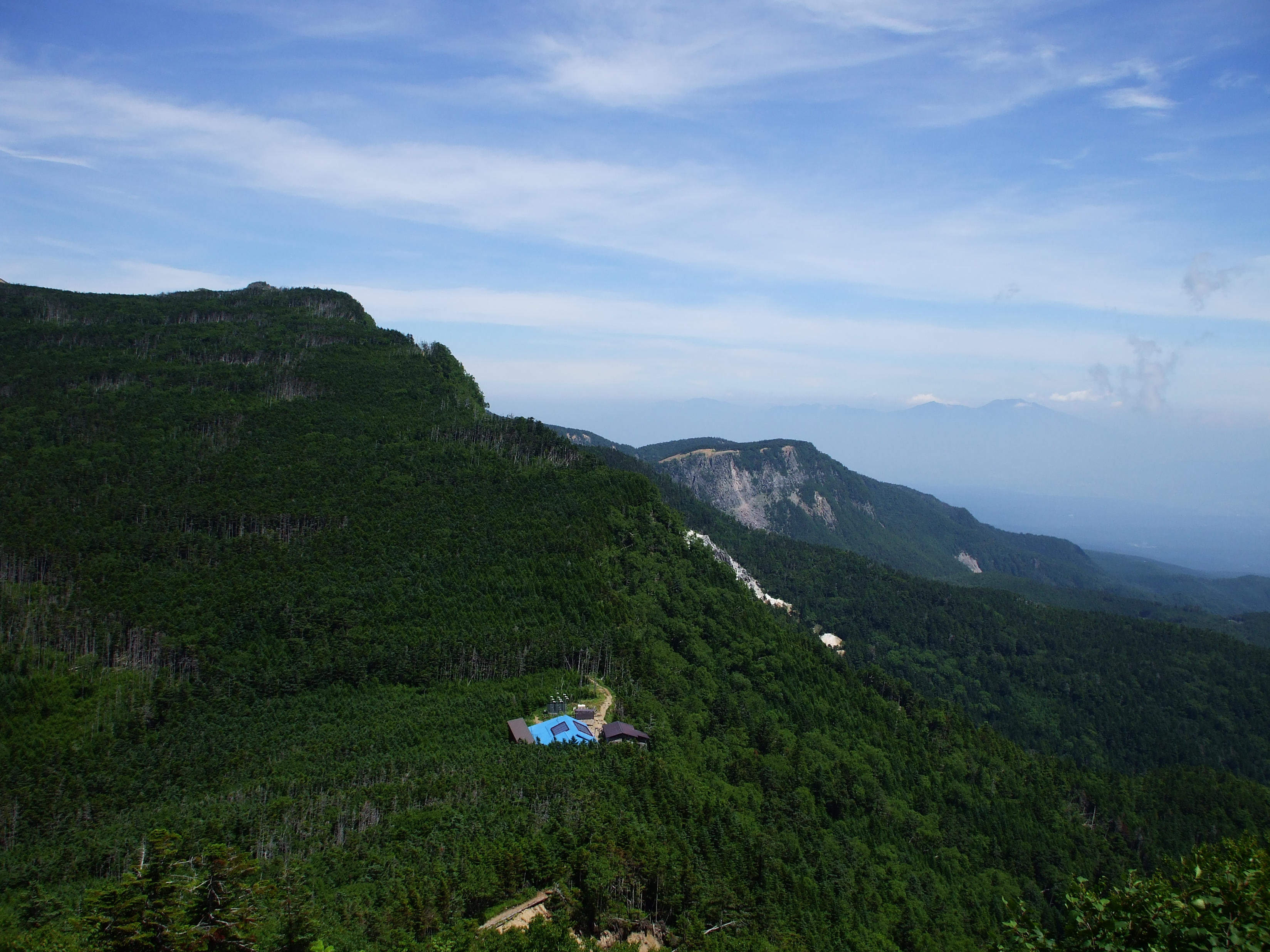
硫黄岳から見た中山・ニュウ方面（2008年8月）
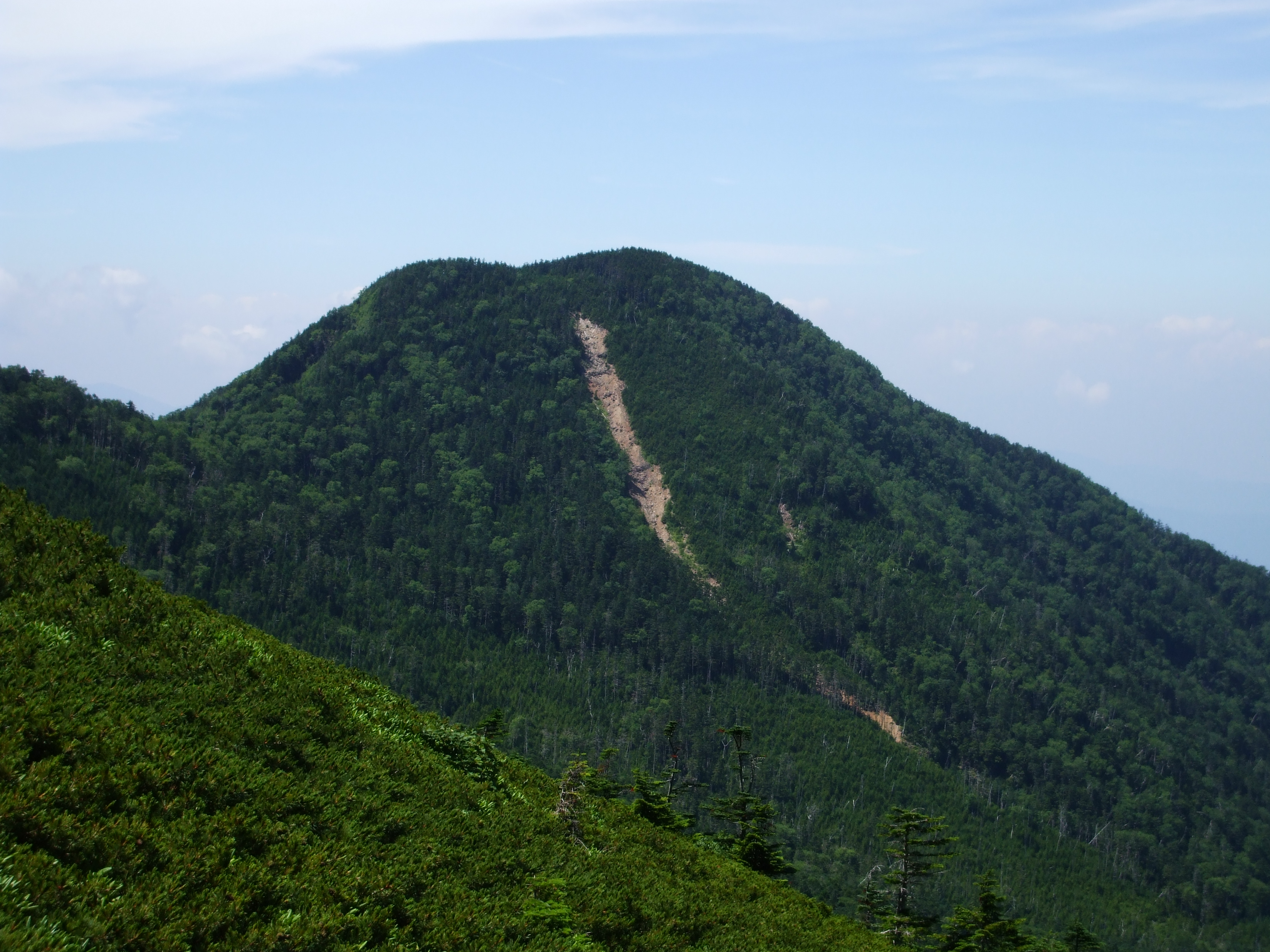
硫黄岳から見た峰の松目（2008年8月）